# Liste der Naturschutzgebiete im Landkreis Nürnberger Land
Im Landkreis Nürnberger Land gibt es acht Naturschutzgebiete. Zusammen nehmen sie eine Fläche von 1165,93 Hektar ein. Das älteste Naturschutzgebiet im Kreis ist das 1936 eingerichtete Naturschutzgebiet Schwarzach-Durchbruch.
| Name                                         | Bild | Kennung                   | Einzelheiten | Position | Fläche Hektar | Datum         |
| -------------------------------------------- | ---- | ------------------------- | --- | -------- | ------------- | ------------- |
| Flechten-Kiefernwälder südlich Leinburg      |      | NSG-00570.01 WDPA: 318401 | Leinburg Einzigartiger Naturraum mit durch Trockenheit geprägten Sanddünen, Flechten und Kiefernwäldern. | ⊙        | 834,0803      | 1950          |
| Schwarzach-Durchbruch                        |      | NSG-00300.01 WDPA: 165487 | Schwarzenbruck Räthsandsteinschlucht mit Brandungshöhlen, Reichtum an Moosen, Erlen – Auwälder und an den Hängen Mischwälder Buchen-, Kiefern- und Fichtenbesatz. Flächenaufteilung: Landkreis Nürnberger Land = 25,04ha Landkreis Roth = 13,23 | ⊙        | 38,27         | 1936          |
| Schwarzenbrucker Moor                        |      | NSG-00415.01 WDPA: 165504 | Schwarzenbruck Eines der wenigen Moore in Mittelfranken. Verlandungskomplex aus naturnahen Teichen mit Schwimmblatt- und Unterwasservegetation.                                                                                                 | ⊙        | 9,8906        | 1982          |
| Oberes Molsberger Tal                        |      | NSG-00227.01 WDPA: 164884 | Happurg Naturnahe Schluchtwälder mit Quellhängen, beweideten Magerrasen, Wacholderbüschen, Wiesen, Hochstaudenfluren und Kalkschuttfluren. | ⊙        | 17,4252       | 4. Dez. 1984  |
| Rinntal bei Alfeld                           |      | NSG-00579.01 WDPA: 318994 | Alfeld Typisches Juratrockental der Albhochfläche. | ⊙        | 32,8211       | 8. Sep. 2000  |
| Schottental bei Heldmannsberg                |      | NSG-00579.01 WDPA: 318994 | Pommelsbrunn Talgrund mit typischem Charakter eines Hutangers. | ⊙        | 42,0441       | 25. Sep. 1996 |
| Feuchtgebiet und Sandmagerrasen bei Speikern | BW   | NSG-00242.01 WDPA: 163062 | Ottensoos Abwechslungsreicher Lebensraum aus trockenen Sand- und Feuchtbiotopen. | ⊙        | 10,4915       | 1996          |
| Pegnitzau zwischen Ranna und Michelfeld      |      | NSG-00548.01 WDPA: 318939 | Neuhaus, Auerbach, Pegnitz Talauen. Flächenaufteilung: Landkreis Nürnberger Land = 99,34ha Landkreis Amberg-Sulzbach = 79,83ha Landkreis Bayreuth = 19,24ha                                                                                     | ⊙        | 198,71        | 1998          |
| Legende für Naturschutzgebiet                |      |                           | |          |               |               |